# Piazza Roma (Chiavari)
Piazza Roma è una delle piazze del centro cittadino di Chiavari. Considerata uno dei luoghi più eleganti e meglio conservati del territorio comunale, è sita nella parte orientale della città, delimitata a nord da corso Dante e a sud da via Trieste.

## Struttura
La piazza ha forma rettangolare ed è delimitata da palazzi porticati. Il traffico veicolare può percorrerne il periplo a senso unico di circolazione, mentre il centro è costituito da un'area verde attrezzata con alcune panchine ed una zona giochi per bambini.

## Storia

### L'espansione cittadina nell'area
Chiavari conobbe un'importante espansione nel XIX secolo, quando fu anche capoluogo di provincia. Nel 1876 l'architetto Descalzi progettò l'odierna via Vittorio Veneto, prima espansione cittadina nell'area orientale di Regione prato, fino ad allora assolutamente marginale in quanto esterna alle mura medievali. Proprio in Regione prato sorse piazza Roma, il cui progetto definitivo fu realizzato dall'architetto Devoti nel 1907.

### L'adibizione a luogo per manifestazioni

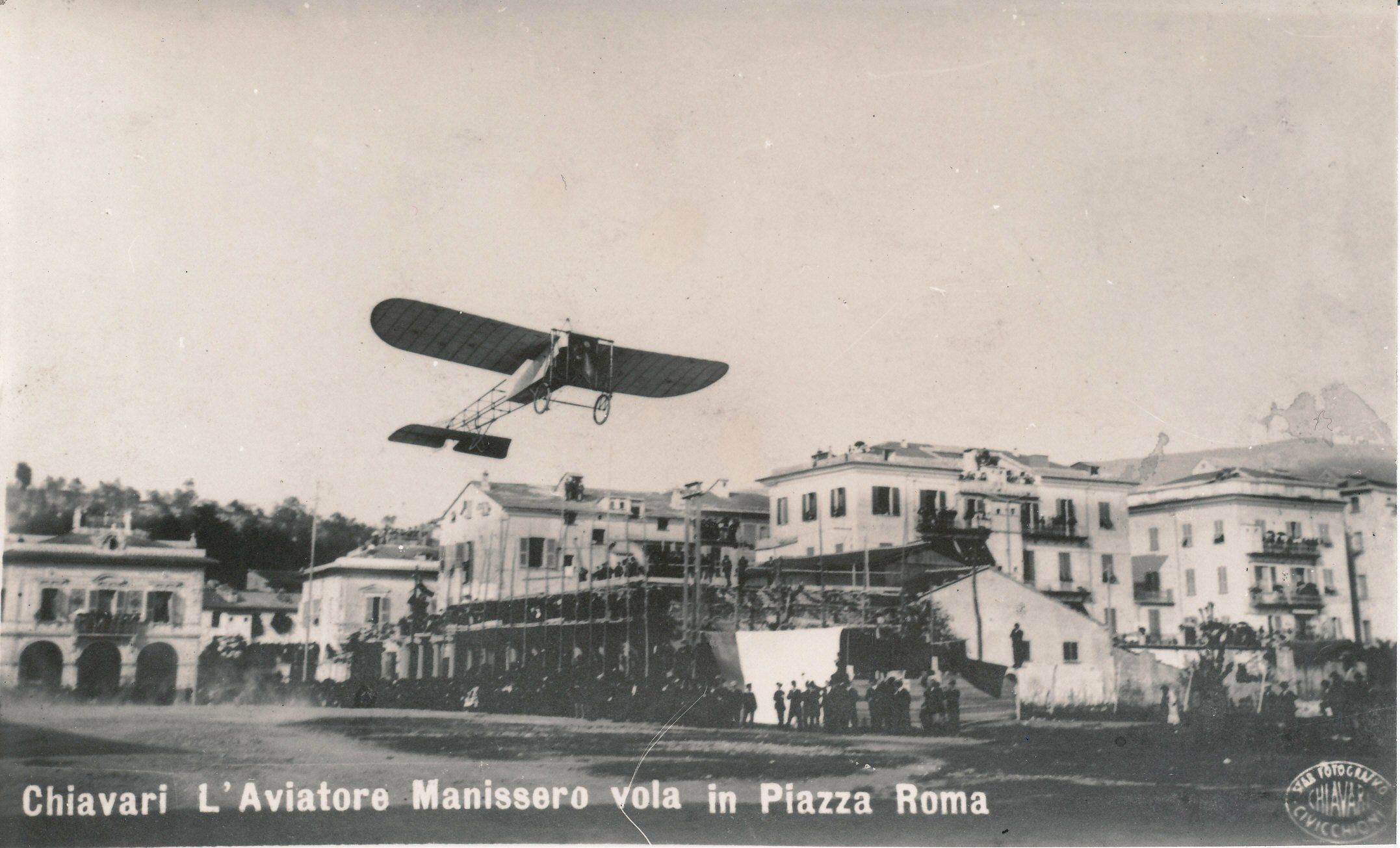
Festeggiamenti in onore di Enrico Millo il 23 agosto 1913

Nel secondo decennio del XX secolo la piazza fu sede di manifestazioni sportive organizzate dalla Società Ginnastica Pro Chiavari, assunse crescente popolarità come luogo di ritrovo giovanile e nel 1913 vi aprì il caffè-teatro Eden, che ospitava compagnie itineranti. Il 23 agosto dello stesso anno vi si tennero i festeggiamenti in onore del chiavarese Medaglia d'oro al valor militare Enrico Millo: il culmine della manifestazione fu un'esibizione dell'aviatore Romolo Manissero, organizzata dalla Pro Chiavari.
Il 14 marzo 1914, sul terreno duro e polveroso della piazza, si disputò il primo incontro del neonato Entella Foot-Ball Club contro una selezione del Collegio Peirano di Rapallo.
| Chiavari 14 marzo 1914 Amichevole | Entella | 4 – 0 | Collegio Peirano | Piazza Roma |

Le partite di calcio dell'Entella si protrassero sino al 1915 quando, divenuta sezione calcio della Pro Chiavari, si trasferì al campo sportivo di Corso Dante, appositamente creato. Il terreno di gioco di piazza Roma non era infatti omologabile presso la Federazione Italiana Giuoco Calcio e necessitava di essere allestito e smantellato in occasione di ogni partita, tracciando e rimuovendo le linee di demarcazione dello stesso e provvedendo alla posa e rimozione dei pali delle porte e delle paratie di legno atte a delimitare il perimetro. Durante la prima guerra mondiale il campo di Corso Dante venne temporaneamente adibito ad altri usi e l'Entella, tornata società indipendente, disputò altre amichevoli in piazza Roma, prima di abbandonarla definitivamente nel 1919.

### L'evoluzione in salotto cittadino
Negli anni 1920 e 1930 venne completata la cornice di palazzi in stile neo classico e liberty attorno alla piazza, espressione della nuova borghesia chiavarese costituita in larga parte da emigrati di ritorno dal Sud America. Tra i progettisti vi fu Luigi Brizzolara, che nel 1928 venne anche incaricato da un comitato cittadino di realizzare il monumento in bronzo ai caduti sito al centro della piazza. Il comitato, che si occupò anche di finanziare la realizzazione dell'opera, intendeva onorare la memoria dei chiavaresi deceduti durante la prima guerra mondiale; la dedica del monumento venne successivamente estesa anche ai caduti nella seconda guerra mondiale. L'area verde che circonda il monumento venne realizzata nel 1930, con la piantumazione di palme provenienti dalla Libia.

## Eventi
La piazza ospita annualmente le celebrazioni per la ricorrenza dell'anniversario della liberazione d'Italia, che ricorre il 25 aprile.